# Process Explorer
Process Explorer è un programma gratuito per Windows creato da Sysinternals, che è stato acquisito da Microsoft.
Process Explorer serve per controllare i processi. Esso fornisce le funzionalità di Task Manager di Windows insieme a un ricco set di funzionalità per la raccolta di informazioni sui processi in esecuzione sul sistema dell'utente. Può essere utilizzato come primo passo per eliminare errori del software o del sistema.
Process Explorer può essere utilizzato per identificare i problemi. Ad esempio può mostrare un processo che è in uso al 100% dalla CPU, ma a differenza di Task Manager si nota quale thread (con lo stack di chiamate) sta usando la CPU - informazioni che non sono nemmeno disponibili in un debugger.
Process Explorer è solo uno di una serie di utility di amministrazione e monitoraggio disponibili sul sito Web di Microsoft Sysinternals.